# 无距总状凤仙花
无距总状凤仙花（学名：Impatiens racemosa var. ecalcarata）为凤仙花科凤仙花属下的一个变种。

## 扩展阅读
- 維基物種上的相關：无距总状凤仙花